# Marcello Mathias
Marcello Gonçalves Nunes Duarte Mathias CvC • GCC • ComSE • GCIH (Lisboa, Encarnação, 15 de Agosto de 1903 – Cascais, Estoril, 9 de Junho de 1999) foi um diplomata, político e escritor português na época do Estado Novo.

## Família
Nasceu a 15 de agosto e foi batizado a 4 de outubro de 1903 na freguesia da Encarnação, em Lisboa, onde os pais eram moradores na Rua da Barroca, n.º 18, 1.º andar, ao Bairro Alto. Era filho de Leonardo Gonçalves Mathias (Arganil, Benfeita, 13 de Dezembro de 1876 - 1952) e de sua mulher Maria da Assunção Nunes Gonçalves (Arganil, Benfeita, 1877 - Lisboa, Agosto de 1953); neto paterno de José Gonçalves Mathias e de sua mulher Ana de Jesus Garcia, e neto materno de José Elias Gonçalves (filho de António Elias Gonçalves e de sua mulher Josefa Bernarda) e de sua mulher Maria Nunes (Seixal, Seixal - ?, filha de José Duarte e de sua mulher Maria Nunes). Era irmão mais novo de Mário Mathias.

## Biografia
Estudou e formou-se como Licenciado em Direito pela Faculdade de Direito da Universidade de Lisboa, foi Delegado do Procurador da República nas Comarcas de Mértola e de Alcácer do Sal, e Conservador do Registo Civil, aprovado em concurso para o Quadro Diplomático e Consular em 1930, Secretário de Legação, Cônsul Adjunto ao Consulado-Geral no Rio de Janeiro em 1931, que geriu o Consulado-Geral de 1932 a 1934 e o de Atenas de 1934 a 1935, Cônsul Adjunto ao Consulado-Geral em Paris em 1934, Secretário de Legação na Embaixada de Portugal em Londres em 1935 e Chefe da Secção da Cifra em 1939 e Secretário de Legação na Secretaria de Estado, na Embaixada do Rio de Janeiro, em 1940. Foi Director-Geral dos Negócios Políticos. Cônsul no Rio de Janeiro, em Paris e em Atenas, Diretor-Geral dos Negócios Políticos e da Administração Interna do Ministério dos Negócios Estrangeiros e Ministro dos Negócios Estrangeiros de Salazar entre 29 de Setembro de 1958 e 1961.
A sua importância histórica deve-se principalmente ao seu longo período de 24 anos como Embaixador de Portugal em Paris, cargo que deixou de exercer por ter atingido o limite de idade, durante o qual convenceu o multimilionário Calouste Gulbenkian a estabelecer a sua fortuna em Portugal e aí criar uma fundação, a Fundação Calouste Gulbenkian.
Foi, também, poeta, ensaísta e escritor. Recebeu o Prémio D. Dinis em 2001 pela obra A Memória dos Outros.
Tem uma Rua com o seu nome no Bairro de Santo António, no Estoril, em Cascais, onde morreu a 9 de junho de 1999.

### Condecorações[5][6]
Ordens honoríficas portuguesas: 
- Cavaleiro da Ordem Militar de Cristo[1] de Portugal (4 de Novembro de 1931)
- Comendador da Ordem Militar de Sant'Iago da Espada de Portugal (8 de Outubro de 1945)
- Grã-Cruz da Ordem Militar de Cristo de Portugal (17 de Maio de 1947)
- Grã-Cruz da Ordem do Infante D. Henrique de Portugal (3 de Janeiro de 1961)

Ordens honoríficas estrangeiras: 
- Oficial da Ordem Nacional do Cruzeiro do Sul[1] do Brasil (13 de Novembro de 1946)
- Oficial da Ordem da Fénix da Grécia[1] (13 de Novembro de 1946)
- Comendador da Pontifícia Ordem Equestre de São Gregório Magno[1] do Vaticano ou da Santa Sé (13 de Novembro de 1946)
- Comendador da Ordem da Coroa da Itália[1] de Itália (13 de Novembro de 1946)
- Comendador da Ordem Nacional do Cruzeiro do Sul[1] do Brasil (13 de Novembro de 1946)
- Grã-Cruz da Ordem da Coroa da Bélgica (13 de Novembro de 1946)
- Grã-Cruz da Ordem Nacional da Legião de Honra de França (? de ? de 19??)
- Grã-Cruz da Ordem El Sol do Peru (? de ? de 19??)
- Excelentíssimo Senhor Grã-Cruz da Real Ordem de Isabel a Católica de Espanha (? de ? de 19??)

## Casamento e descendência
Casou em Atenas, Grécia, a 9 de Março de 1935 com Fedora Charles Zaffiri (Cairo, 6 de Março de 1906 - Cascais, Estoril, 16 de Setembro de 1990), filha de Charalambas Zaffiri, comerciante grego estabelecido no Cairo, Egito, e de sua mulher Despina Baganis. Foram pais de Leonardo Duarte Mathias, Marcello Duarte Mathias e Helena Mathias.